# Julio Anguita
Pour les articles homonymes, voir Anguita (homonymie).
Julio Anguita González, né le 21 novembre 1941 à Fuengirola (province de Malaga, Andalousie) et mort le 16 mai 2020 à Cordoue (province de Cordoue, Andalousie), est un homme politique espagnol. 
Il a été maire de Cordoue, secrétaire général du Parti communiste d'Espagne et coordinateur général d'Izquierda Unida.

## Biographie

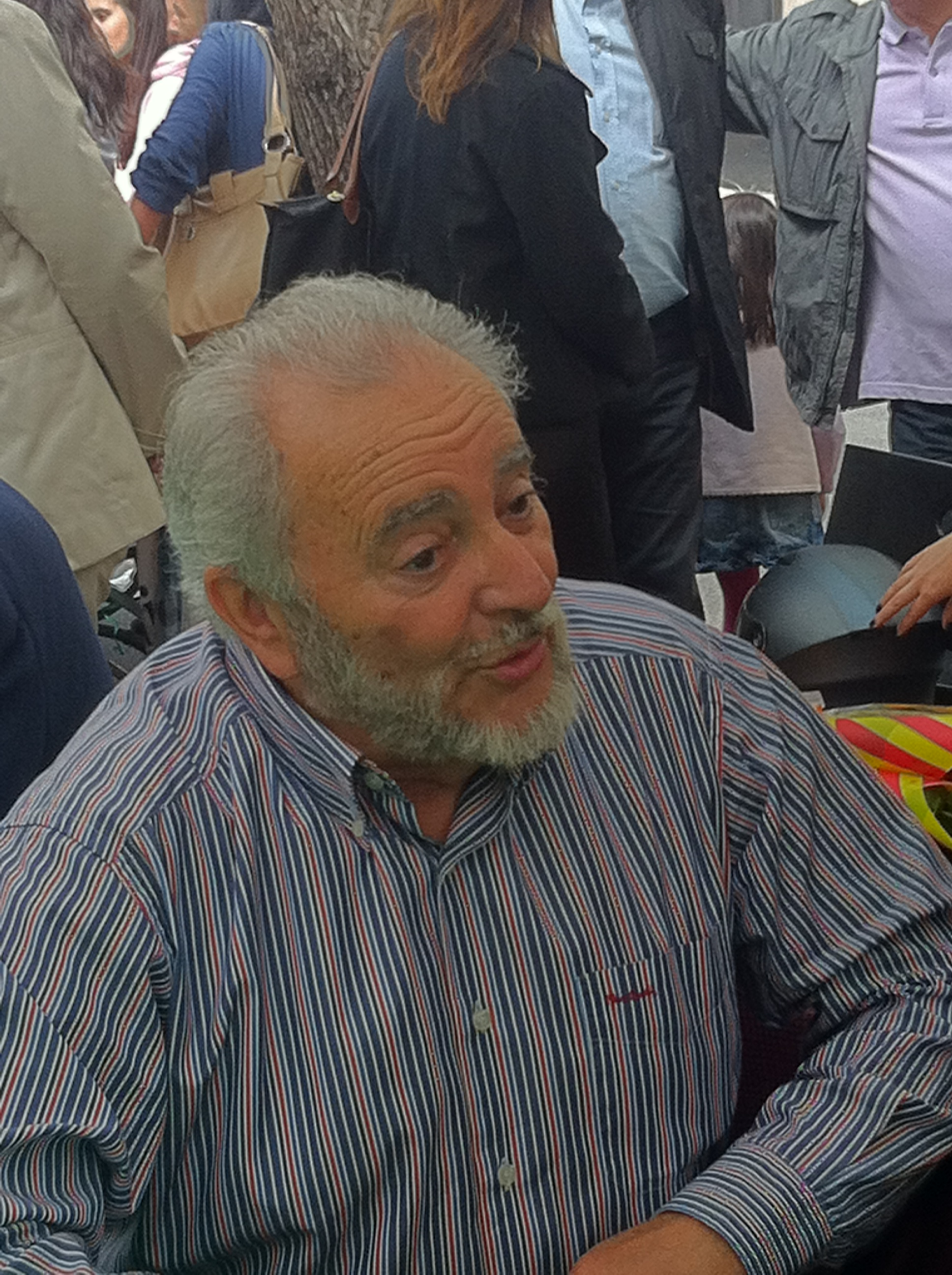
Julio Anguita en 2014.

Julio Anguita rejoint le Parti communiste au début des années 1970, pendant la dictature franquiste. Surnommé le « calife rouge » ou  « le prof » par la presse, son rejet des privilèges le conduit à refuser sa retraite de député, lui préférant celle de professeur.

### Famille
Son fils Julio, journaliste, est tué en 2003 alors qu'il couvrait la guerre en Irak.